# Hetschburg
Hetschburg ist eine Gemeinde im Süden des Landkreises Weimarer Land und Teil der Verwaltungsgemeinschaft Mellingen.

## Geografie
Das enge Ilmtal und die umgebenden Hochflächen wie Adelsberg, Böhmer Wäldchen, Knottenberg und Röhmberg  bieten wenig Raum für die Ausdehnung des Ortes. Hetschburg liegt verkehrsmäßig zwischen der B 87, die unmittelbar am Ort vorbeiführt und der auf der Höhe nördlich des Ortes befindlichen B 85.

## Geschichte

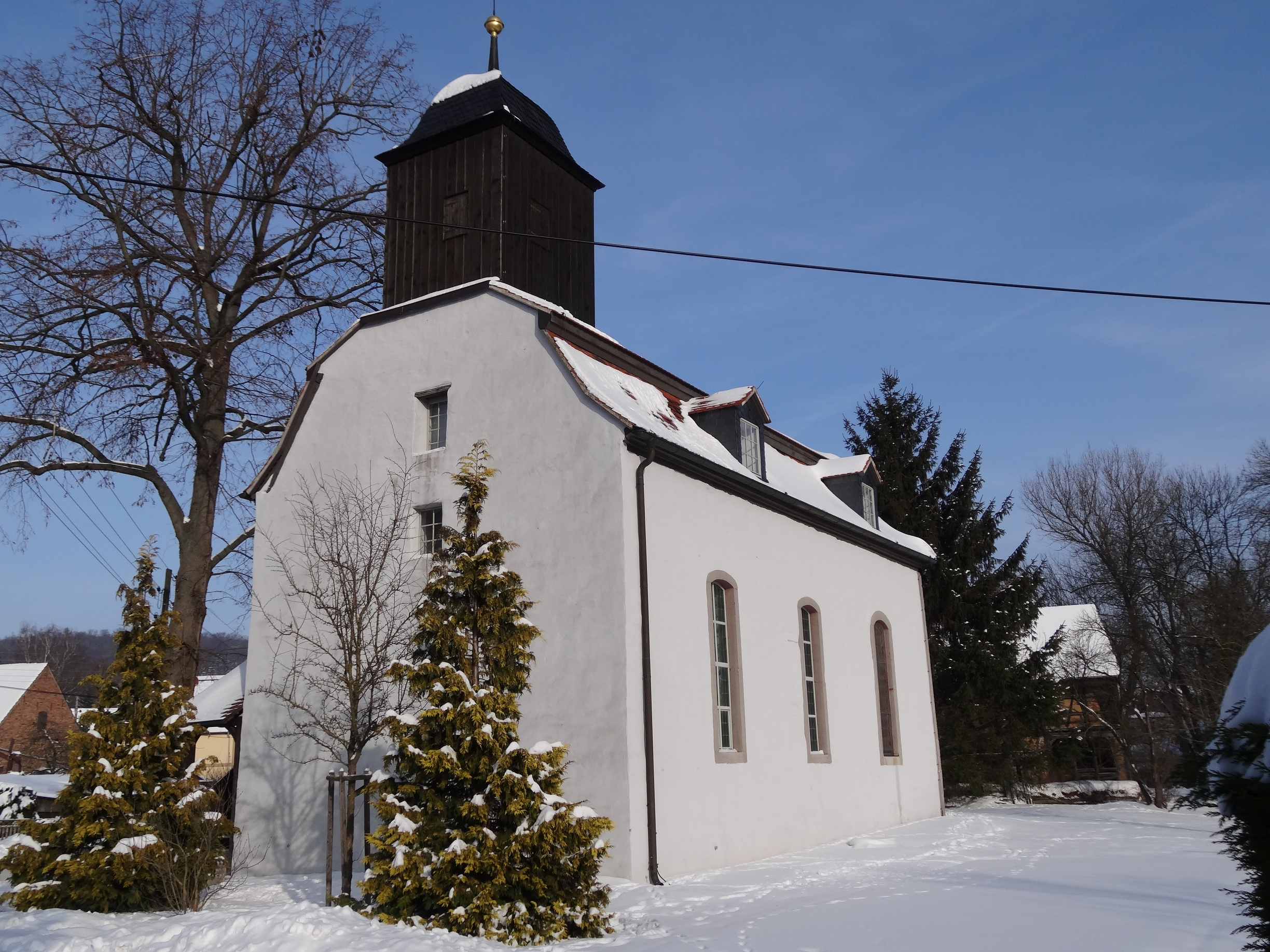
Dorfkirche

„Heitungsburg“ ist der ursprüngliche Name einer frühgeschichtlichen Befestigung, unterhalb der eine Ansiedlung  an der Ilm erfolgte. Ihr Name deutet auf eine Gründung durch Angehörige des am Anfang des 8. Jahrhunderts regierenden thüringisch-fränkischen Herzogs Heden II., die hier den Übergang zwischen dem thüringischen Altsiedelland und dem Landesausbaugebiet zwischen Ilm und Saale sicherte. Von der Burg blieb nur eine wohl von den bereits christlichen Herzögen errichtete Kapelle, die dem Hl. Martin geweiht war. Den heute deshalb „Martinskirche“ genannten Burgwall untersuchten die Archäologen Paul Grimm und Wolfgang Timpel. Sie wird in einer Schenkungsurkunde des Grafen Wichmann vom Mai 1119 mit erwähnt und gehörte zunächst zur Grafschaft Berka. Das Adelsgeschlecht von Heidingsburg lässt sich urkundlich von 1252 bis 1486 nachweisen. Im Dreißigjährigen Krieg wurde der Ort fast völlig zerstört. Die Kirche wurde im Barockstil zwischen 1700 und 1730 neu errichtet. Die Kirchenbücher beginnen erst 1702, der endgültige Name „Hetschburg“ taucht 1775 erstmals auf. Ab Anfang des 19. Jahrhunderts war der Ort Teil des Großherzogtums Sachsen-Weimar-Eisenach und wurde nach 1945 mit dem Land Thüringen Teil der Sowjetischen Besatzungszone und der DDR. Seit 1990 gehört der Ort zum neu gegründeten Bundesland Thüringen.

## Wirtschaft und Verkehr
Durch die Lage im Landschaftsschutz- und Erholungsgebiet „Mittleres Ilmtal“ ist eine wachsende Bedeutung des Tourismus gegeben.
Hetschburg besitzt einen Bahnhaltepunkt an der 25 km langen Ilmtalbahn nach Weimar und Kranichfeld und wird stündlich von der Linie RB 26 der Erfurter Bahn bedient. Die nächsten Haltepunkte sind Bad Berka Zeughausplatz im Süden und Legefeld im Norden.

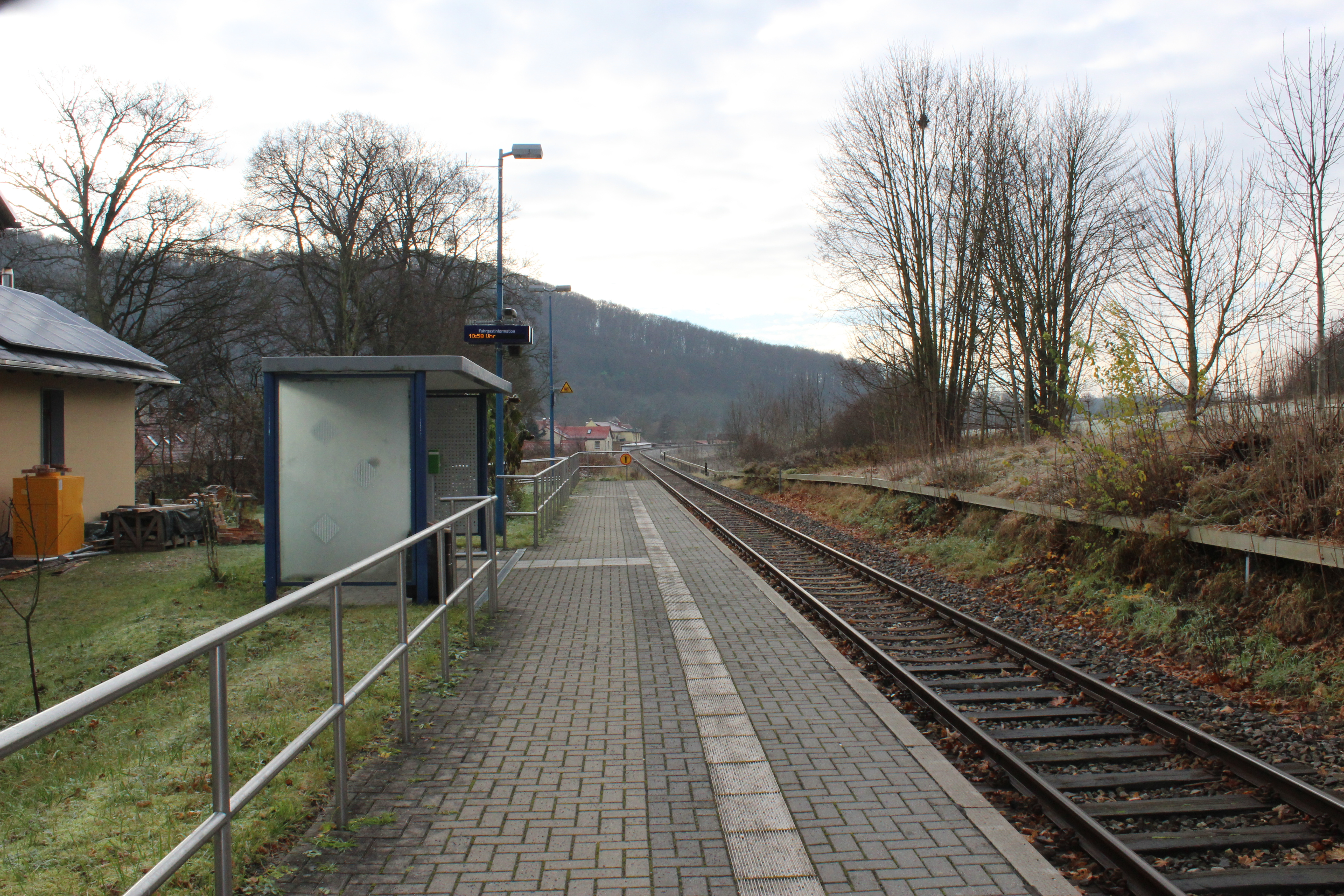
Haltepunkt Hetschburg (2017)

## Sehenswürdigkeiten
- Kirche St. Martin
- Wallburg mit Martinskirche
- Waidmühlstein

## Persönlichkeiten mit Bezug zu Hetschburg
- Kurt Hanns Hancke (1887–1962), Maler und Restaurator; lebte ab 1933 im Ort